# Giuseppe Zamberletti
Giuseppe Zamberletti (né à Varese le 17 décembre 1933 et mort dans la même ville le  26 janvier 2019) est un homme politique italien, l'un des fondateurs de la Protection civile italienne, dont il devient le premier président en 1981.

## Biographie
Giuseppe Zamberletti est né à Varèse , en Lombardie .
Membre de la Démocratie chrétienne (italien: Democrazia Cristiana , ou DC), il est élu pour la première fois à la Chambre des députés italienne en 1968. Après sa réélection en 1972, il devient sous-secrétaire aux affaires intérieures des gouvernements Moro IV , Moro V et Andreotti III , chargé de la sécurité publique, des Vigili del Fuoco (Sapeurs pompiers) et de la Protection civile dans les cabinets Cossiga I et II.
En raison de son rôle de coordinateur national des interventions de sauvetage, Zamberletti est responsable des urgences italiennes lors du séisme du 6 mai 1976 au Frioul et de celui en Irpinia  en 1980. Il a été impliqué dans l'affaire soulevée par la commission d'enquête du Parlement italien sur l'utilisation illégale de fonds lors du tremblement de terre de 1980  À l'été 1979, il organise le sauvetage de réfugiés vietnamiens du Nord-Vietnam , opération menée par les croiseurs Andrea Doria , Vittorio Veneto et le navire de soutien Vesuvio .
Giuseppe Zamberletti est le premier ministre italien de la Protection civile à partir de 1982, (cabinets cabinets Spadolini I et II ), fonction qu'il occupe également sous les deux cabinets suivants dirigés par Bettino Craxi. Dans le cabinet Forlani , il est ministre des Travaux publics. En 1992, il est élu au Sénat italien. En 2004-2009, il est président de la Confederazione degli Imprenditori Italiani nel Mondo.
En 2007, il est nommé Président de la Commission Risques Majeurs, poste après lequel il continuera d'occuper la fonction de Président émérite jusqu'à sa  mort à Varèse le 26 janvier 2019 à l'âge de 85 ans.

## Distinctions
- Chevalier grand-croix de Ordre du Mérite de la République italienne 21 mai 1996[4]

## Publications
- Giuseppe Zamberletti, La minaccia e la vendetta. Ustica e Bologna: un filo tra due stragi, editeur Franco Angeli, 1995.